# Fuggerschloss Babenhausen

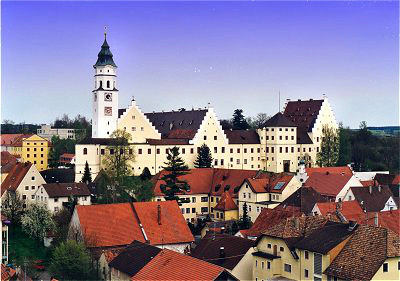
Fuggerschloss in Babenhausen

Das Fuggerschloss Babenhausen im oberschwäbischen Markt Babenhausen (Schwaben) im Landkreis Unterallgäu (Bayern) ist Sitz des schwäbischen Adelsgeschlechts der Fugger-Babenhausen, das 1803 in den Reichsfürstenstand erhoben wurde. Die Schlossanlage mit Garten, zugehörigen Verwaltungs- und Wirtschaftsgebäuden, steht unter Ensembleschutz.

## Geschichte
Eine Burg – an gleicher Stelle wie das heutige Schloss – wurde im Jahre 1237 erstmals urkundlich erwähnt. Diese Burg war, zusammen mit der Herrschaft Kellmünz, den Herren von Schönegg als Lehen von den Pfalzgrafen von Tübingen überlassen. In der Folge ging die Burg in den Besitz der Herren von Rotenstein über. Heinrich von Rotenstein veräußerte die Burg und Herrschaft 1363 an Graf Eberhard II. von Württemberg. Dieser wiederum vergab sie als Lehen an den Ritter Schwigger von Gundelfingen

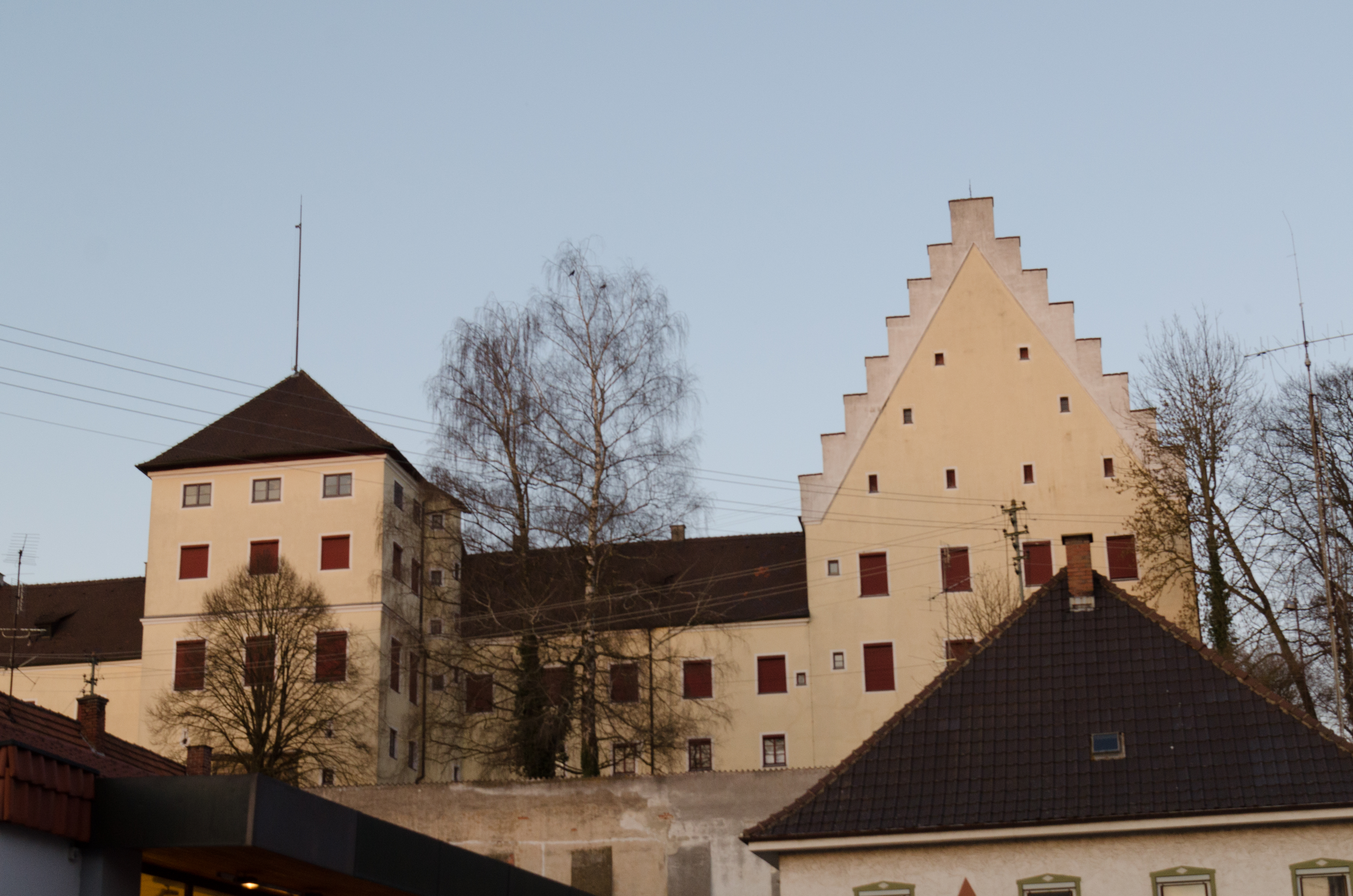
Rechbergbau rechts

Ab 1378 ging das Lehen an Jörg von Rechberg zu Kellmünz und Gaudenz von Rechberg zu Osterberg. Aus dieser Zeit stammt der älteste Teil des Schlosses, der sogenannte Rechbergbau. Im 15. Jahrhundert ging das Stadtrecht verloren.
Am 20. Dezember 1538 erwarb – der 1530 zum Reichsgrafen erhobene – Anton Fugger für 36.000 Gulden die damalige Burg Babenhausen (Rechbergbau) samt zugehöriger Lehenshoheit Babenhausen von Herzog Ulrich von Württemberg, sowie am 23. Januar 1539 für 68.000 Gulden die Grundherrschaft Babenhausen von den Brüdern Rechberg, die seit 1500 zum Schwäbischen Reichskreis zählte.
Seine Nachkommen, die Fugger von der Lilie, besaßen seit 1583 die erbliche Reichs- und Kreisstandschaft im Schwäbischen Kreis und gehörten dem Schwäbischen Reichsgrafenkollegium an.

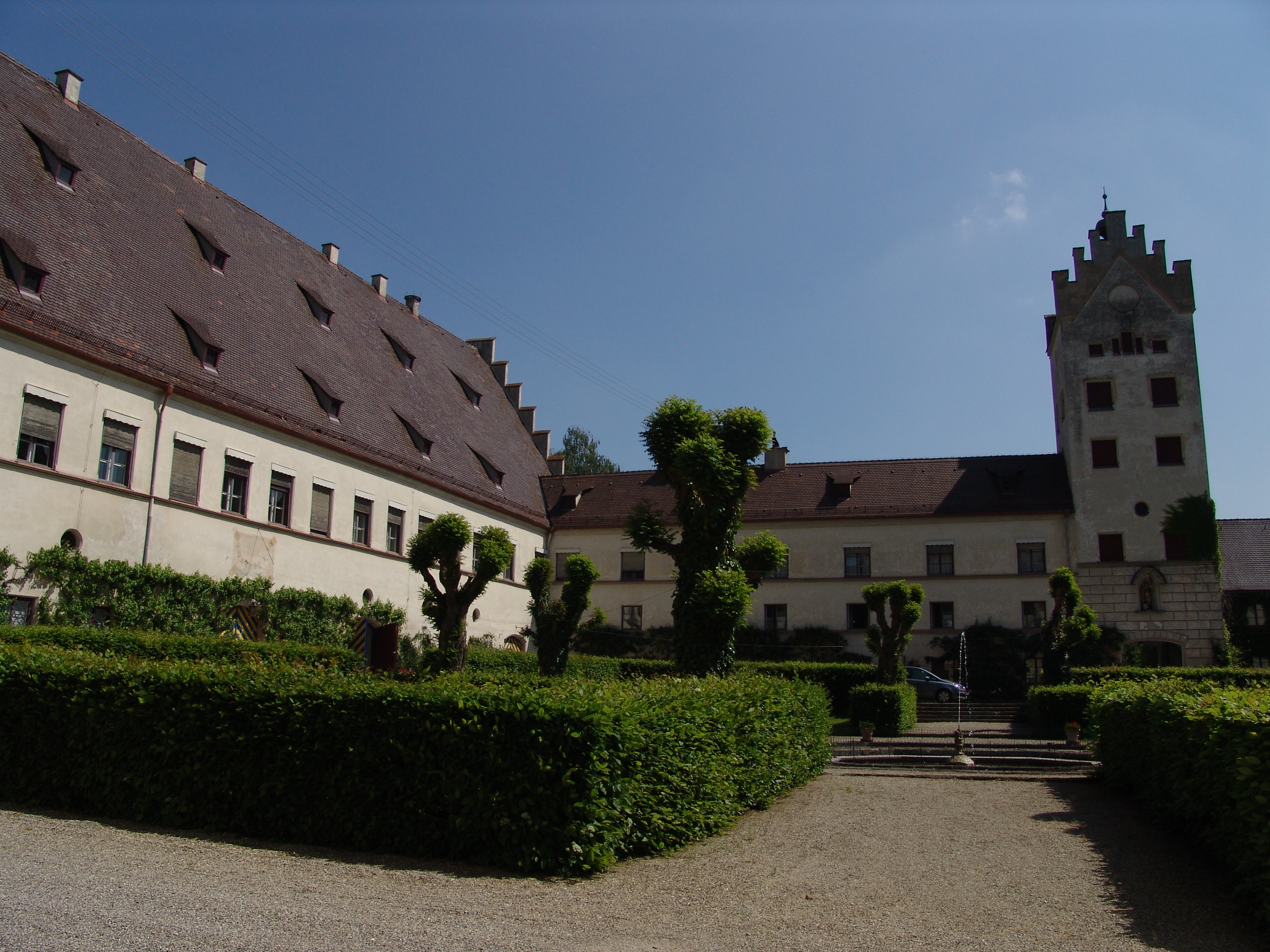
Innenhof

Ab dem Jahr 1541 begannen die Bauarbeiten zur Schlossanlage, deren Kosten sich auf 36.000 fl. beliefen. Der bestehende Rechbergbau wurde völlig umgebaut, nördlich davon entstand das Neue Schloss. Dieses war bereits 1543 im Rohbau fertig. Noch im gleichen Jahr wurden die Fenster ein- und zwei Wetterfahnen auf das Dach aufgesetzt. Ein Quertrakt, der die beiden parallelen Schlosstrakte, sowie die Kirche an der Westseite verbindet, stammt aus derselben Zeit. In der Durchfahrt des Quertraktes ist die Jahreszahl 1543 angebracht. Im gleichen Zug wurde der Kanzleitrakt im Osten und der daran östlich anschließende Torturm errichtet. Die Brauerei und der Zehentstadel im Nordosten der Anlage, unmittelbar an der Fuggerstraße gelegen, folgten kurz darauf. Um Wälle und Gräben um das Schloss, vor allem an der Westseite, anlegen zu können, erwarb Anton Fugger in den Jahren 1544 bis 1546 einige Häuser aus der Nachbarschaft und ließ diese abbrechen. Darunter auch der ehemalige Pfarrhof. In den Urkunden aus dieser Zeit wird der Meister Quirin Knoll aus Augsburg als Hauptarchitekt genannt. Knoll standen die Poliere Hans Fischgatter aus Augsburg (erwähnt 1542) und Gilg Praun aus Wessobrunn zur Seite. Zimmermeister war vermutlich der 1543 erwähnte Ulrich Beck aus Augsburg mit seinem, ebenfalls aus Augsburg stammenden, Polier Lienhardt Hainlin. Die Ausbauarbeiten im Innenbereich zogen sich über mehrere Jahre hin. So schuf Hans Breithart aus Augsburg 1545 einen Kamin aus Salzburger Marmor und 1547 einen weiteren aus weißem Marmor. Hans Wisreuter aus München war 1547 als Kistlermeister auf der Baustelle beschäftigt, wohl um Kassettendecken zu fertigen. Sowohl der Ostgiebel des Neuen Schlosses, wie auch das Einfahrtstor zum östlichen Vorhof sind mit der Jahreszahl 1562 bezeichnet. Weitere größere Ausgaben für die Inneneinrichtung fielen 1572 an. Jonas Holl, ein Stiefbruder von Elias Holl, war 1590 bei weiteren Bauarbeiten beschäftigt.

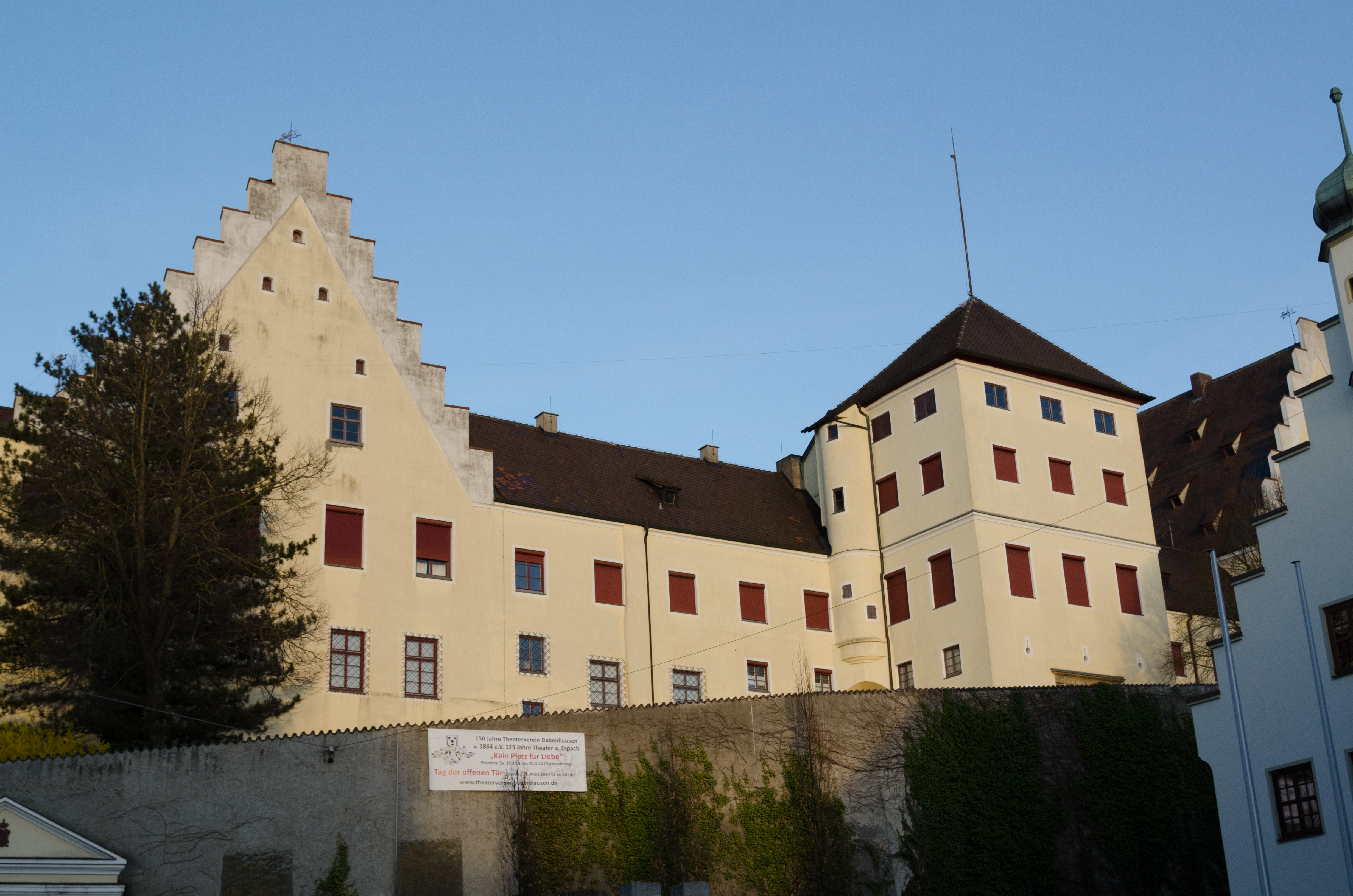
Nordwestfassade

Im Jahr 1633 wurde das Schloss ein halbes Jahr lang von den Schweden besetzt, welche Mobiliär nach Finnland schafften. Weitere Umgestaltungen und Neueinrichtungen erfolgten, in zwei Hauptabschnitten, im 18. Jahrhundert. Von 1737 bis 1747 wurde unter Graf Franz Carl Fugger das Neue Schloss und der westliche Querbau umgestaltet. Nach dessen Tod 1758 führte seine Witwe Gräfin Maria Josepha Antonia die Umbauarbeiten von 1759 bis 1762 nach Entwürfen von Johann Michael Fischer fort. In diese Zeit fällt die Umgestaltung des Inneren des Rechberghauses, das von der Gräfin bis zu deren Tod 1771 bewohnt wurde.
1803 wurde aus den Herrschaften Babenhausen und Kettershausen das Fürstentum Babenhausen gebildet, Graf Anselm Maria Fugger von Babenhausen wurde in den Reichsfürstenstand erhoben. Mit der Rheinbundakte 1806 kam das Fürstentum als Standesherrschaft dann zum Königreich Bayern. Fürst Leopold Fugger ließ 1845 alle Fassaden einheitlich und schlicht umgestalten. Die Fassade erhielt in diesem Zuge die leichten Anklänge an die Neugotik mit gefassten Fenstern und Treppengiebeln anstelle des kleinteilig geschweiften Wellenrandes aus dem 16. Jahrhundert. Der Ort war noch bis 1848 Sitz des Fürstlich Fuggerschen Herrschaftsgerichts Babenhausen. In den Jahren vor 1914 wurden verschiedene Räume des Neuen Schlosses auf Veranlassung der Fürstin Nora Fugger durch den Münchner Architekten Ernst Haiger und den ebenfalls in München ansässigen Kunsthändler Jakob Doppler neu gestaltet. Der obere Hausflur wurde dabei zum Ahnensaal umgestaltet.
Das Fuggermuseum im Schloss entstand 1955 durch Friedrich Carl Fugger. Eine Renovierung der noch immer im Besitz der Familie Fugger befindlichen Anlage erfolgte 1956.

## Baubeschreibung

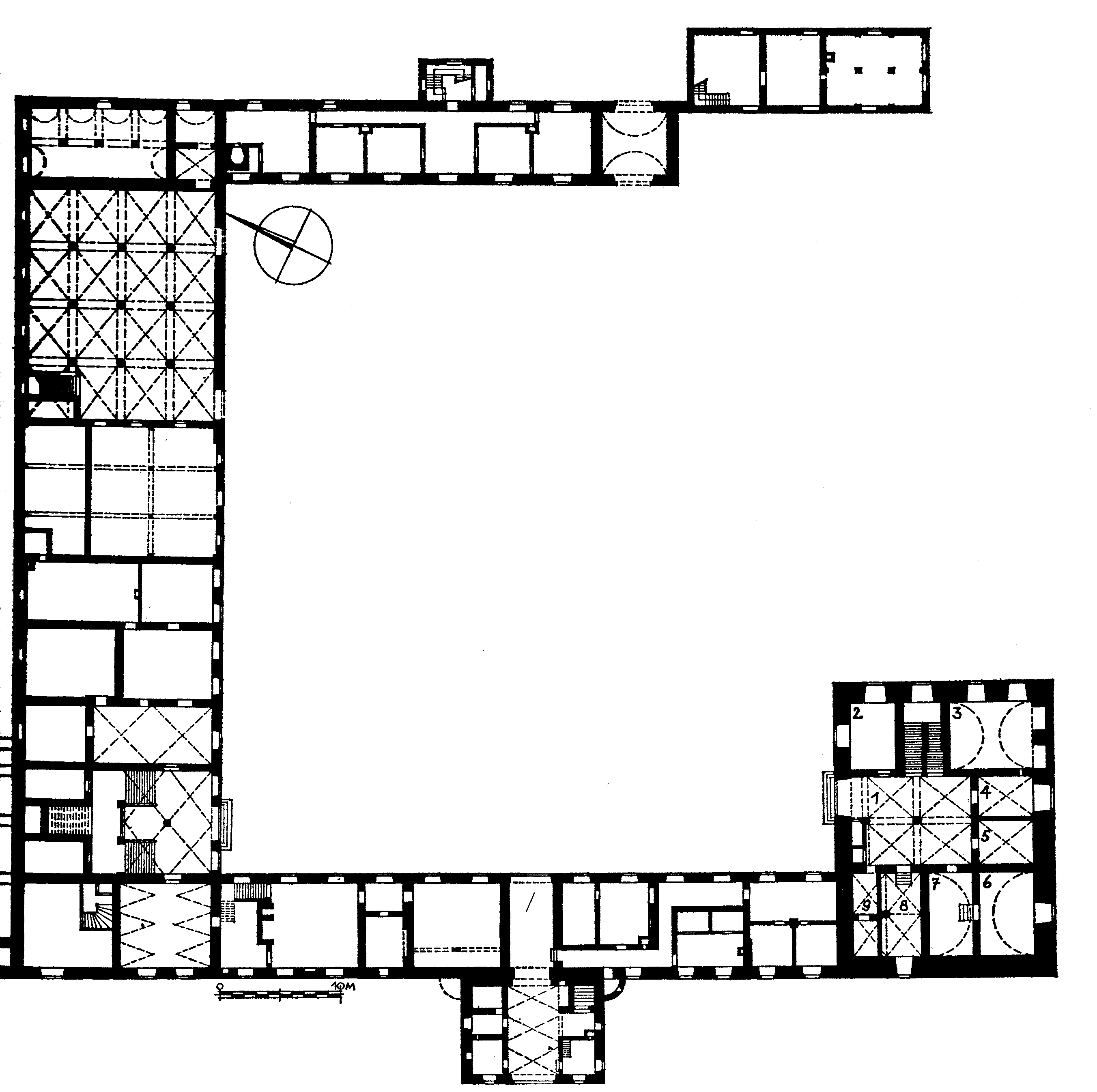
Grundriss Erdgeschoss, Rechbergbau rechts

Der stattliche und vielgestaltige Schlosskomplex besetzt den Rand einer Hochfläche und beherrscht mit seiner mächtigen Nordwestfront das alte Zentrum, das unterhalb im Tal der Günz liegt.
Der Rechbergbau stammt aus der Zeit nach 1378. Unter Anton Fugger und seinen Nachkommen wurde die Anlage stetig erweitert und die Kirche St. Andreas mit ihrem Turm in die Schlossanlage eingebunden.
Südlich der Schlossanlage entstanden später weitläufige Wirtschaftsgebäude, eine Brauerei, Zehentstadel, Kanzlei u. a. – Ahnensaal und Bibliothek umgestaltet nach Entwürfen des Münchner Architekten Ernst Haiger (fertiggestellt 1914).